# Șerbești (okręg Jassy)
Șerbești – wieś w Rumunii, w okręgu Jassy, w gminie Ciortești. W 2011 roku liczyła 881 mieszkańców.